# 瓦伦西亚篮球俱乐部
巴伦西亚篮球俱乐部（西班牙語：Valencia Basket Club S.A.D.），是西班牙的一个职业篮球队，成立于1986年。现参加西班牙篮球甲级联赛（ACB）。曾夺得1次西班牙联赛冠军，1次西班牙国王杯冠军，4次获得歐洲盃籃球賽冠军。

## 冠名赞助
- Valencia-Hoja del Lunes: 1986–1987
- Pamesa Valencia: 1987–2009
- Power Electronics Valencia: 2009–2011

## 荣誉
- 西班牙篮球甲级联赛: (1)

2016–17
- 西班牙篮球国王杯: (1)

1998
- 西班牙篮球超级杯: (1)

2017
- 歐洲盃籃球賽: (4)

2002–03、2009–10、2013–14、2018–19